# Naguanagua (paroisse civile)
Pour les articles homonymes, voir Naguanagua.
Naguanagua est l'unique paroisse civile de la municipalité de Naguanagua dans l'État de Carabobo au Venezuela. Sa capitale est Naguanagua, qui constitue la banlieue nord de la capitale de l'État, Valencia.

## Géographie

### Démographie
Constituant la banlieue nord de l'agglomération de Valencia, Naguanagua renferme certains quartiers de l'agglomération dont ceux de Mañongo, Ciudad Jardin Mañongo, El Rincón, Tazajal, Manantial, Negra Matea et Bárbula. Outre ces divers quartiers, la paroisse comporte également plusieurs localités qui s'égrainent sur la voie principale Local-1 :
- El Belén
- El Poblado
- El Salto
- La Entrada
- Las Marías
- Las Trincheras
- Naguanagua